# Gare de Strasbourg-Roethig
Gare de Strasbourg-Roethig – przystanek kolejowy w Strasburgu, w departamencie Dolny Ren, w Alzacji, we Francji. Jest zarządzany przez SNCF. Znajduje się na granicy Strasburga i Lingolsheim.

## Położenie
Znajduje się na linii Strasburg – Saint-Dié, na km 3,916, między stacjami Strasbourg i Lingolsheim, na wysokości 140 m n.p.m.

## Linie kolejowe
- Strasburg – Saint-Dié